# SS-Jagdverband Südost
SS-Jagdverband "Südost" – niemiecka jednostka wojskowa o charakterze specjalnym Waffen-SS złożona z Niemców oraz Węgrów, Słowaków i mieszkańców Bałkanów pod koniec II wojny światowej

## Historia
SS-Jagdverband "Südost" powstała we wrześniu-październiku 1944 r. na bazie oddziału Streifkorps "Karpaten", wchodzącego w skład Dywizji do Zadań Specjalnych "Brandenburg". Na czele nowo sformowanej jednostki stanął SS-Obersturmbannführer Benesch. Kolejnym dowódcą był SS-Hauptsturmführer Alexander Auch. Dowództwo było usytuowane w Wiedniu. Oddziały SS-Jagdverband "Südost" działały początkowo w okupowanej Jugosławii, a następnie przeniesiono je do Austrii, gdzie walczyły jako zwykła piechota przeciwko nacierającej Armii Czerwonej. Każdy SS-Jagdeinsatz, wchodzący w skład SS-Jagdverband "Südost", miał sztab (dowódca oraz 8-10 radiooperatorów i urzędników), trzy lub cztery oddziały komandosów (dowodzone przez oficera w stopniu SS-Sturmführera lub SS-Obersturmführera z pewną liczbą podoficerów, radiowców i tłumaczy) oraz szkołę wojskową, w której przechodzono przeszkolenie specjalistyczne do działań dywersyjno-rozpoznawczych za liniami przeciwnika. Zadaniem SS-Jagdverband było inicjowanie ruchów partyzanckich lub wspieranie istniejących na obszarze Europy Południowej i Środkowej. Mieli też niszczyć wrogie instalacje militarne i rozpoznawać sytuację na głębokich tyłach, po czym informować o niej przez radiostacje Niemców. W tym celu komandosi mieli być zrzucani z samolotów na spadochronach na wrogim terytorium. W lutym 1945 r. SS-Jagdverband "Südost" rozpoczęło wykonywanie tzw. "Planu R", który polegał na tworzeniu tajnych składów broni, wyposażenia wojskowego, materiałów wybuchowych i radiostacji na obszarach zajmowanych jeszcze przez wojska niemieckie, aby po ich zajęciu przez aliantów można było prowadzić działania dywersyjne i partyzanckie. Do końca wojny zdołano utworzyć kilka takich magazynów. Kiedy na pocz. marca 1945 r. zaczęła się na Węgrzech nieudana ofensywa niemiecka, grupy rumuńskich komandosów z SS-Jagdeinsatz Rumänien zostały przerzucone drogą lotniczą do Rumunii w celu zainicjowania antysowieckiego ruchu oporu, prowadzenia sabotażu na liniach zaopatrzeniowych oraz uchwycenia w odpowiednim momencie strategicznych mostów i utrzymania ich do czasu nadejścia wojsk niemieckich. Zakończyło się to całkowitym niepowodzeniem.

## Skład organizacyjny
- SS-Jagdeinsatz Rumänien - d-ca SS-Hauptsturmführer Müller, ze strony rumuńskiej Virgil Popa (działacz Żelaznej Gwardii)
- SS-Jagdeinsatz Kroatien - d-ca SS-Obersturmführer Schlau
- SS-Jagdeinsatz Bulgarien - d-ca SS-Obersturmführer Werg
- SS-Jagdeinsatz Ungarn - d-ca SS-Hauptsturmführer Wolfram Kirchner
- SS-Jagdeinsatz Donau - d-ca SS-Hauptsturmführer Primer
- SS-Jagdeinsatz Serbien - d-ca SS-Sturmbannführer Heinz Zimmer
- SS-Jagdeinsatz Griechenland
- SS-Jagdeinsatz Slowakei - SS-Obersturmführer Walter Pawlovský (były jej podporządkowane Abwehrgruppe 218 "Edelweiß", SS-Jagdgruppe 232 "Slowakei", Kampfgruppe "Schneewitchen" i Kampfgruppe "Kysucká Garda"